# Xabier Azparren
Xabier Mikel Azparren Irurzun (San Sebastián, Guipúscoa, 25 de fevereiro de 1999) é um ciclista espanhol que compete com a equipa Euskaltel-Euskadi.

## Biografia

### Inícios
Nascido em San Sebastián, Xabier Azparren iniciou-se no ciclismo no Donosti Berri Txirrindula Eskola, na comarca de Donostialdea. O seu pai é Mikel Azparren, um ciclista aficionado especializado em corridas de longa distância, e seu irmão menor Enekoitz também pratica ciclismo competitivo. Se dió a conhecer ao se converter em campeão da Espanha na contrarrelógio em categoria cadetes.
Em juvenis, proclamou-se campeão do País Basco em estrada e campeão da Espanha na contrarrelógio em 2016. Participou nos Campeonatos da Europa de Plumelec, onde terminou 23° na contrarrelógio e 100.º na corrida de rota. Na pista, coroa-se campeão da Espanha de perseguição por equipas e de madison, baixo as cores do comité do País Basco. Em 2017 voltou-o a fazer ao obter os títulos de perseguição por equipas e de madison nos campeonatos da Espanha de pista, ainda na categoria júnior. No Campeonato da Europa, terminou sétimo na corrida por pontos e nono em madison, com Unai Iribar.
Fez seu esperanzador estreia em 2018 com a equipa amador Ampo-Goierriko TB. Em primavera foi seleccionado para a selecção nacional para disputar algumas rodadas da Nations Cup, como Gand-Wevelgem amador e do Tour of Flandres amador, onde estreiou em corridas empredadas. Em junho ganhou o campeonato regional de contrarrelógio de Guipúscoa. Em 2019 incorporou-se a Trabalhista Kutxa, reserva da equipa continental Fundação Euskadi. Em junho, como no ano anterior, ganhou o título de campeão de Guipuúzcoa contrarrelógio. Cinco dias depois, ganhou em solitário na última etapa da Volta a Castellón. No final de mês, conheceu a consagração ao converter-se em campeão da Espanha sub-23 de contrarrelógio em Yecla. Também representa a seu país nos Campeonatos da Europa e do Mundo.
Em 2020 volta a ser campeão de Guipúscoa contrarrelógio e termina quarto no campeonato da Espanha contrarrelógio Sub-23, a um segundo do pódio. Também se revela como um completo corredor ao obter vários lugares de honra no circuito amador vasco, em corridas de forte perfil.

### Corrida profissional
Xabier Azparren converte-se em corredor profissional a partir de 2021 dentro da equipa Euskaltel-Euskadi, que o contrata para dois anos. Começa a sua temporada em fevereiro na Clássica de Almeria.

## Palmarés
| \| Resultados em categoria amador \| \| ---------------------------------------------------- \| \| - 2019 - Campeonato da Espanha Sub-23 Contrarrelógio \| - Ainda não tem conseguido vitórias como profissional |
| Resultados em categoria amador |
| - 2019 - Campeonato da Espanha Sub-23 Contrarrelógio |

## Resultados

### Grandes Voltas
| Corrida | Corrida         | 2021 |
| ------- | --------------- | ---- |
|         | Giro d'Italia   | —    |
|         | Tour de France  | —    |
|         | Volta a Espanha |      |

### Clássicas, Campeonatos e JJ.OO.
| Corrida                   | Corrida                   | 2021  |
| ------------------------- | ------------------------- | ----- |
| Clássica de San Sebastián | Clássica de San Sebastián | Ab.   |
| Espanha em Estrada        | Espanha em Estrada        | 101.º |
| Espanha Contrarrelógio    | Espanha Contrarrelógio    | 10.º  |

—: Não participa

Ab.: Abandona

X: Não se disputou

## Equipas
- Euskaltel-Euskadi (2021-)